# Skrahlivka, Berdîciv
Skrahlivka (în ucraineană Скраглівка) este localitatea de reședință a comunei Skrahlivka din raionul Berdîciv, regiunea Jîtomîr, Ucraina.

## Demografie
Componența lingvistică a localității Skrahlivka
     Ucraineană (99,07%)
     Alte limbi (0,93%)
Conform recensământului din 2001, majoritatea populației localității Skrahlivka era vorbitoare de ucraineană (99,07%), existând în minoritate și vorbitori de alte limbi.